# 罗斯福国家森林

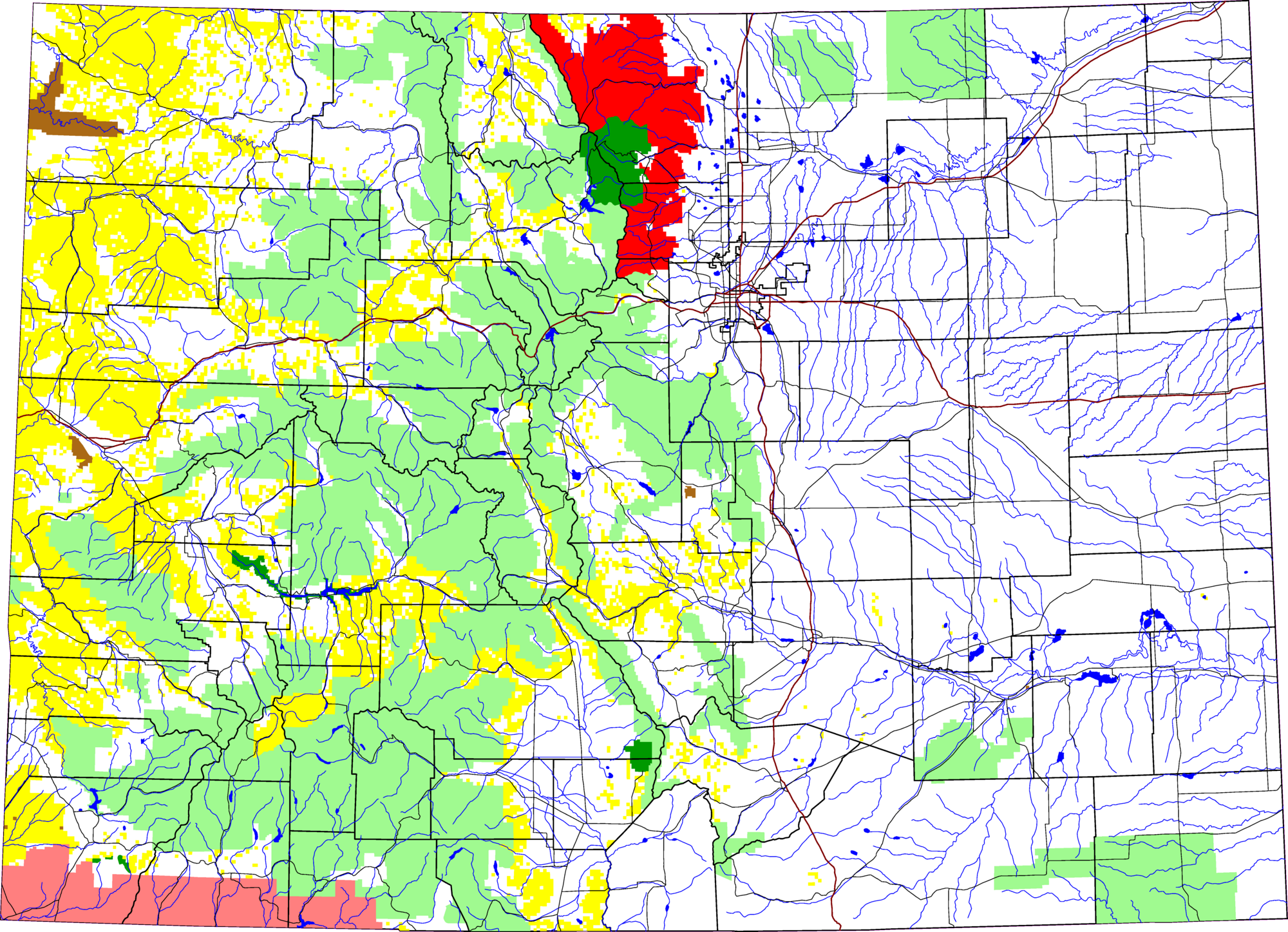
科羅拉多州地图，罗斯福国家森林标为红色

罗斯福国家森林（英語：Roosevelt National Forest）是美国的一处国家森林，位于科羅拉多州中北部，紧邻阿拉帕霍国家森林，由美国国家森林局管理，办事处位于科罗拉多州科林斯堡。